# Pierre Rousset (ornithologue)
Pour les articles homonymes, voir Pierre Rousset et Rousset.
Pierre Rousset, né en 1946,  est un spécialiste des révolutions asiatiques et un ornithologue à l'origine de la préservation d'espèces sauvages au sein du parc des Beaumonts à Montreuil. Il a une importante activité militante dans sa jeunesse dans différents groupes d'extrême-gauche. 

## Biographie

### Le fils d'un résistant gaulliste de gauche
Pierre Rousset est le fils de David Rousset, journaliste et écrivain, exclu de la SFIO après avoir rencontré Trotsky, puis gaulliste de gauche, qui a obtenu le prix Renaudot en 1946 pour L'Univers concentrationnaire, ouvrage fondamental et première fresque descriptive sur les camps nazis et le phénomène concentrationnaire répressif. 
Durant l’Occupation, David Rousset participe à la reconstitution d'un parti résistant et clandestin puis est arrêté le 16 octobre 1943. Torturé rue des Saussaies pendant une journée, emprisonné à Fresnes, il est déporté à Buchenwald, et envoyé aux camps de Porta Westfalica et de Neuengamme, dont il reviendra. 
Son fils a défendu sa mémoire quand le journal L'Humanité a dû reconnaître une grossière erreur dans sa biographie, mais aussi en diffusant, longtemps après sa mort, le recueil des textes de son père sur l’univers concentrationnaire.
Ornithologue amateur passionné, dès l'âge de neuf ans, Pierre Rousset réalise des croquis de héron cendré. Il est connu par ses amis militants de Mai 68 comme sachant parfaitement imiter les oiseaux.

### Études à Paris et militantisme
En 1965, il est étudiant à Paris car l'histoire et la géographie le passionnent. Il milite à l'Union des étudiants communistes, avant d'en être exclu, en 1966, avec les militants du secteur lettres puis participe à la création de la Jeunesse communiste révolutionnaire.
Il est blessé deux fois : le samedi 11 décembre 1966, au crâne — il est trépané —, après une manifestation contre la guerre au Vietnam devant le lycée Voltaire, attaquée par le groupe Occident, puis peu de temps après au bras devant un centre des PTT. Au cours du dimanche 11 décembre 1966, le lycée Jacques-Decour, autre fief du combat contre la guerre au Vietnam a aussi été attaqué.
En 1966-1967 à Paris, il appartient au cercle « socio-philo », qui se réunit rue Boissonnade, dans la cave de l’appartement de son père David Rousset, qui fut un trotskiste d'opposition dans les années 1930, avec notamment Henri Weber, Dominique Mehl, Daniel Bensaïd ou les sœurs Josette et Jeanine Trat.
En février 1968, il participe à la grande manifestation de Berlin, avec Rudi Dutschke. Le 3 mai 1968, dans la cour de la Sorbonne, où il est allé chercher un polycopié, il est embarqué par hasard dans le panier à salade de la police, puis les étudiants se mobilisent : « Libérez nos camarades ». Un peu plus tôt il avait participé à la création de la Jeunesse communiste révolutionnaire (JCR) puis aux événements de Mai 68. Il est condamné avec sursis pour « avoir transporté des produits susceptibles de rentrer dans la composition d'explosifs pour des militants latinoaméricains » puis libéré à la fin août 1968.
Au cours de la nuit des barricades, il est blessé aux yeux en essayant de renvoyer une grenade offensive, aveuglé pour huit jours.
Au début des années 1970, il siège à la direction de la Ligue communiste.
En 1972, avec Daniel Bensaïd, il succède à Henri Weber à la tête de la Commission très spéciale (CTS), chargée du service d'ordre de la Ligue communiste, qui sera supprimée après les assauts violents du 21 juin 1973 contre un meeting d'extrême droite à la Mutualité, et qui cause la dissolution de la Ligue communiste. 
Après ces affrontements du 21 juin 1973 à Paris, son père David Rousset est chargé d'une médiation qui permet à la Ligue communiste de reprendre ses activités à condition de supprimer cette CTS.
Cofondateur du Front solidarité Indochine, il étudie les révolutions asiatiques et intègre la direction de la Quatrième Internationale. Dès 1973, il écrit un livre consacré au Parti communiste vietnamien. À partir de 1974, il se rend régulièrement en Asie où il tisse des liens avec les mouvements populaires et écrit de nombreux articles dans le quotidien Rouge sur ces questions. Il anime en 1981-1982 des séances d'information sur l'Asie du Sud-Est. 
Il écrit en 2020 un hommage à son ami Marcel Barang décédé d'un cancer en avril 2020 et il y évoque aussi ses luttes politiques en Asie du Sud-Est.

### Défense de l'environnement
Pierre Rousset participe au développement du parc des Beaumonts, une ancienne carrière de gypse dont on tirait le plâtre pour la construction des murs à pêches de la ville de Montreuil. Ayant constaté sur place la grande richesse ornithologique du lieu, il convainc la mairie communiste de faire une expérience, qui réussit. Le parc ouvre au public dans les années 1980.
Dans les années 1990, alors que la municipalité de Montreuil commence à transformer le terrain abritant d’anciennes carrières, il réalise que la partie laissée à l’état sauvage abrite des espèces rares. En 1999, sous sa directive, le parc est aménagé et structuré. Il devient un espace naturel.

## Publications
- Communisme et nationalisme vietnamien : le Vietnam entre les deux guerres mondiales, éd. Galilée, 1978
- Le Parti communiste vietnamien, éditions Maspero, Paris, 1975